# 지방도 제702호선
지방도 제702호선은 전북특별자치도 김제시 성덕면 남포리 남포삼거리에서 심포항을 거쳐 백구면 영상리를 잇는 전북특별자치도의 지방도이다. 대한민국에서 지평선을 볼 수 있는 지역인 김제시 광활면과 진봉면을 지나는 것이 특징이다.

## 역사
- 2015년 11월 27일 : 김제시 백산면 수록리 ~ 상리 4.213km 구간 개통, 기존 4.589km 구간 폐지[1]

## 주요 경유지
- 김제시
  - 성덕면 남포삼거리 - 남포리 - 남포교삼거리
  - 광활면 은파리 - 옥포리 - 신광삼거리
  - 진봉면 남하삼거리 - 안하삼거리 - 심포리 - 심창초등학교 - 고사리 - 진봉사거리 - 상궐리 - 정당리
  - 만경읍 몽산리 - 만경사거리(만경터미널) - 만경리 - 내죽교차로
  - 백산면 대동삼거리 - 산치사거리 - 백산사거리 - 복지삼거리 - 백산교차로
  - 공덕면 존걸교차로
  - 백산면 상리
  - 용지면 와룡육교 - 와룡역 - 와룡리 - 고은교 - 용지초등학교앞 - 예촌리 - 춘강사거리 - 장신리 - 득룡교앞

## 중첩 구간
- 김제시 백산면 백산교차로 ~ 존걸교차로 : 국도 제23호선과 중첩

## 도로명
- 김제시 성덕면 남포삼거리 ~ 광활면 ~ 진봉면 ~ 만경읍 만경사거리 : 지평선로
- 김제시 만경읍 만경사거리 ~ 만경리 : 만경4길
- 김제시 만경읍 만경리 ~ 백산면 : 능제로
- 김제시 공덕면 존걸교차로 ~ 용지면 와룡리 : 소음방로
- 김제시 용지면 와룡리 ~ 백구면 득룡교앞 : 용지로